# Premi BAFTA 1971
I premi della 24ª edizione dei British Academy Film Awards furono conferiti nel 1971 dalla British Academy of Film and Television Arts alle migliori produzioni cinematografiche del 1970.

## Vincitori e candidati

### Miglior film
- Butch Cassidy (Butch Cassidy and the Sundance Kid), regia di George Roy Hill
- La figlia di Ryan (Ryan's Daughter), regia di David Lean
- Kes, regia di Ken Loach
- M*A*S*H, regia di Robert Altman

### Miglior regista
- George Roy Hill – Butch Cassidy (Butch Cassidy and the Sundance Kid)
- Robert Altman – M*A*S*H
- David Lean  – La figlia di Ryan (Ryan's Daughter)
- Ken Loach – Kes

### Miglior attore protagonista
- Robert Redford – Butch Cassidy (Butch Cassidy and the Sundance Kid) / Gli spericolati (Downhill Racer) / Ucciderò Willie Kid (Tell Them Willie Boy Is Here)
- Elliott Gould – M*A*S*H / Bob & Carol & Ted & Alice
- Paul Newman – Butch Cassidy (Butch Cassidy and the Sundance Kid)
- George C. Scott – Patton, generale d'acciaio (Patton)

### Migliore attrice protagonista
- Katharine Ross – Butch Cassidy (Butch Cassidy and the Sundance Kid) / Ucciderò Willie Kid (Tell Them Willie Boy Is Here)
- Jane Fonda – Non si uccidono così anche i cavalli? (They Shoot Horses, Don't They?)
- Goldie Hawn – Fiore di cactus (Cactus Flower) / M'è caduta una ragazza nel piatto (There's a Girl in My Soup)
- Sarah Miles – La figlia di Ryan (Ryan's Daughter)

### Miglior attore non protagonista
- Colin Welland – Kes
- Bernard Cribbins – Quella fantastica pazza ferrovia (The Railway Children)
- John Mills – La figlia di Ryan (Ryan's Daughter)
- Gig Young – Non si uccidono così anche i cavalli? (They Shoot Horses, Don't They?)

### Migliore attrice non protagonista
- Susannah York – Non si uccidono così anche i cavalli? (They Shoot Horses, Don't They?)
- Evin Crowley – La figlia di Ryan (Ryan's Daughter)
- Estelle Parsons – L'uomo caffelatte (Watermelon Man)
- Maureen Stapleton – Airport

### Migliore attore o attrice debuttante
- David Bradley – Kes
- Liza Minnelli – Pookie (The Sterile Cuckoo)
- Michael Sarrazin – Non si uccidono così anche i cavalli? (They Shoot Horses, Don't They?)
- Sally Thomsett – Quella fantastica pazza ferrovia (The Railway Children)

### Migliore sceneggiatura
- William Goldman – Butch Cassidy (Butch Cassidy and the Sundance Kid)
- Barry Hines, Ken Loach, Tony Garnett  – Kes
- Paul Mazursky, Larry Tucker – Bob & Carol & Ted & Alice
- James Poe, Robert E. Thompson – Non si uccidono così anche i cavalli? (They Shoot Horses, Don't They?)

### Migliore fotografia
- Conrad L. Hall – Butch Cassidy (Butch Cassidy and the Sundance Kid)
- Armando Nannuzzi – Waterloo
- David Watkin – Comma 22 (Catch-22)
- Freddie Young – La figlia di Ryan (Ryan's Daughter)

### Migliore scenografia
- Mario Garbuglia – Waterloo
- Maurice Carter – Anna dei mille giorni (Anne of the Thousand Days)
- Stephen B. Grimes – La figlia di Ryan (Ryan's Daughter)
- Terence Marsh – La più bella storia di Dickens (Scrooge)

### Migliori musiche (Anthony Asquith Award for Film Music)
- Burt Bacharach – Butch Cassidy (Butch Cassidy and the Sundance Kid)
- Richard Rodney Bennett – Caccia sadica (Figures in a Landscape)
- Johnny Douglas – Quella fantastica pazza ferrovia (The Railway Children)
- Arlo Guthrie – Alice's Restaurant

### Migliore sonoro (Best Sound)
- Don Hall, David Dockendorf, William Edmondson – Butch Cassidy (Butch Cassidy and the Sundance Kid)
- Don Hall, David Dockendorf, Bernard Freericks – M*A*S*H
- Don Hall, Douglas O. Williams, Don J. Bassman – Patton, generale d'acciaio (Patton)
- Winston Ryder, Gordon K. McCallum – La figlia di Ryan (Ryan's Daughter)

### Miglior montaggio
- John C. Howard, Richard C. Meyer – Butch Cassidy (Butch Cassidy and the Sundance Kid)
- Danford B. Greene – M*A*S*H
- Norman Savage – La figlia di Ryan (Ryan's Daughter)
- Fredric Steinkamp – Non si uccidono così anche i cavalli? (They Shoot Horses, Don't They?)

### Migliori costumi
- Maria De Matteis – Waterloo
- Margaret Furse – Anna dei mille giorni (Anne of the Thousand Days)
- Vittorio Nino Novarese – Cromwell - Nel suo pugno la forza di un popolo (Cromwell)
- Jocelyn Rickards – La figlia di Ryan (Ryan's Daughter)

### Miglior documentario
- Sad Song of Yellow Skin, regia di Michael Rubbo

### Miglior film d'animazione
- Henry 9 'til 5, regia di Bob Godfrey
- Children and Cars, regia di John Halas
- Espolio, regia di Sidney Goldsmith
- Che strazio nascere uccelli, regia di Ward Kimball

### Premio UN (UN Award)
- M*A*S*H
- Comma 22 (Catch-22), regia di Mike Nichols
- La confessione (L'aveu), regia di Costa-Gavras
- Kes